# 新黑格爾主義
新黑格爾主義（英語：neo-hegelianism），是興起於19世紀至20世紀之交。西方現代哲學的一個重要派別。代表人物為克羅齊、布拉德雷和羅伊斯。

## 英國新黑格爾主義
英國新黑格爾主義的哲學思想表現於形而上學、邏輯上和倫理學上。形而上學上，他們否決唯物主義和自然主義，多在於感覺和觀念方面對意識進行分析，在邏輯上則拒絕心理主義和形式主義。在倫理學上，他們反對功利主義原則和“為義務而義務”的思想。
在政治上，他們擺脫了將社會視為互惠互利的流行概念，而是將其視為一個活生生的社區，並且是一種普遍或歷史意志的表達。他們接受宗教，但不接受以宗教教義作為真理。他們的哲學以理性於英國中流行起來。

## 參看
- 黑格爾主義
- 英國哲學